# Adriano Carnevali
Adriano Carnevali (né le 16 septembre 1948 à Milan) est un auteur de bande dessinée italien spécialisé dans la bande dessinée humoristique et surtout connu pour sa série animalière Ronfi, qu'il crée en 1981 dans l'hebdomadaire jeunesse Corriere dei piccoli.

## Récompense
- 2011 : Prix Micheluzzi de la meilleure histoire courte pour « I Ronfi », dans Pic Nic[réf. souhaitée]